# Збройні сили Уругваю
Збройні сили Уругваю (ісп. Fuerzas Armadas de Uruguay) — сукупність військ Східної Республіки Уругвай, призначена для захисту свободи, незалежності і територіальної цілісності держави. Складаються з сухопутних військ, військово-морських сил та повітряних сил. У складі MFO на Синаї також є контингент з 58 осіб.

## Склад збройних сил

### Повітряні сили
За даними журналу FlightGlobal, станом на 2020 рік, на озброєнні повітряних сил Уругваю були 7 бойових, 4 патрульних, 8 транспортних, 15 навчально-тренувальних літаків і 9 багатоцільових і бойових вертольотів.
| Тип              | Виробництво | Призначення                  | Кількість | Примітки |        |
| Літаки           | Літаки      | Літаки                       | Літаки    | Літаки   | Літаки |
| ---------------- | ----------- | ---------------------------- | --------- | -------- | ------ |
| А-37             | США         | штурмовик                    | 7         |          |        |
| C-212            | Іспанія     | морський патрульний літак    | 4         |          |        |
| Beechcraft Baron | США         | транспортний літак           | 2         |          |        |
| C-130B           | США         | транспортний літак           | 2         |          |        |
| C-212            | Іспанія     | транспортний літак           | 1         |          |        |
| EMB-110          | Бразилія    | транспортний літак           | 2         |          |        |
| EMB-120          | Бразилія    | транспортний літак           | 1         |          |        |
| PC-7             | Швейцарія   | навчально-тренувальний літак | 5         |          |        |
| SF.260           | Італія      | навчально-тренувальний літак | 10        |          |        |
| Вертольоти       |             |                              |           |          |        |
| AS.365           | Франція     | багатоцільовий вертоліт      | 2         |          |        |
| Bell 212         | США         | багатоцільовий вертоліт      | 4         |          |        |
| UH-1H            | США         | багатоцільовий вертоліт      | 3         |          |        |

Розпізнавальний знак
Знак на кіль